# Южнобанатски окръг
Южнобанатският окръг (на сръбски: Јужнобанатски округ или Južnobanatski okrug; на хърватски: Južnobanatski okrug; на унгарски: Dél Bánsági Körzet; на словашки: Juhobanátsky okres; на румънски: Districtul Banatul de Sud; на русински: Јужнобанатски окрух) е разположен в североизточната част на Сърбия, в историческата област Банат, Автономна област Войводина.
Административен център на окръга е Панчево, а населението на окръга наброява 313 937 души (2002).

## Административно деление
Южнобанатският окръг е съставен от 8 общини.
- Град Панчево
- Община Пландище
- Община Опово
- Община Ковачица
- Община Алибунар
- Община Вършац
- Община Бела църква
- Община Ковин

## Население
Според последното преброяване на населението в Южнобанатски окръг (през 2002 г.) живеят 328 428 души от следните етнически групи:
- сърби: 220 641 (70,28%)
- румънци: 21 618 (6,88%)
- унгарци: 15 444 (4,91%)
- словаци: 15 212 (4,84%)
- македонци: 7636 (2,43%)
- цигани: 6268 (1,99%)
- югославяни: 5687 (1,81%)

По-голямата част от общините в окръга имат сръбско мнозинство. Единствено в община Ковачица има словашко мнозинство от 41%.
Банатски българи живеят компактно в селата Скореновац (Гюргево) и Иваново.